# شهرستان پیرانشهر
شهرستان پیرانشهر با جمعیت بیش از ۱۵۰ هزار تَن و مساحتی معادل ۲۱۷۸ کیلومتر مربع یکی از شهرستان‌های ایران در استان آذربایجان غربی است. این شهرستان حدود ۴/۲۵ درصد از جمعیت استان را دربردارد و سهمی معادل ۵/۸ درصد از وسعت استان را شامل می‌شود. مرکز این شهرستان شهر هم‌نام آن پیرانشهر است. موقعیت این شهرستان در کشور ایران، غرب و متمایل به شمال‌غرب است.
این شهرستان که از دلاوان تا سنجله امتداد دارد، بین دو شهرستان باستانی اشنویه و سردشت (از گهواره‌های تمدن‌های اورارتو و  منائی)، در ضلع شمال‌غربی کشور قرار گرفته است.
شهرستان پیرانشهر از شمال با شهرستان اشنویه، از شمال شرق با شهرستان نقده، از شرق با شهرستان مهاباد و از جنوب با شهرستان سردشت همسایگی داشته و غرب آنرا مرزهای بین‌المللی ایران در نواری به طول تقریبی ۱۴۶ کیلومتر تشکیل می‌دهد.
وفق آخرین تقسیمات اداری و عناصر تقسیماتی، این شهرستان شامل دو شهر و ۵ دهستان است. شهرستان پیرانشهر متشکل از دو شهر به نام‌های پیرانشهر و لاجان، دو بخش الف - بخش مرکزی ب: بخش لاجان و مشتمل بر پنج دهستان به نام‌های پیران، منگور غربی، لاهیجان، لاهیجان غربی و لاهیجان شرقی است. شهر پیرانشهر در بخش مرکزی واقع شده، و شهر لاجان (گردکاشانه سابق) در بخش لاجان جای گرفته است. موقعیت شهر پیرانشهر نسبت به شهرستان، قسمت‌های غربی شهرستان است.
دهستان‌های پیران، لاهیجان و منگور غربی متعلق به بخش مرکزی و دهستان‌های لاهیجان شرقی و لاهیجان غربی به بخش لاجان تعلق دارند.
شهر پیرانشهر مرکز بخش مرکزی و روستاهای چیانه، دربکه و کوپر به ترتیب مرکز دهستانهای پیران، لاهیجان و منگور غربی به‌شمار می‌آیند.
در بخش لاجان، شهر لاجان مرکز بخش و روستاهای پسوه و سیلوه به ترتیب مرکز دهستانهای لاهیجان شرقی و لاهیجان غربی به‌شمار می‌آیند.
این شهرستان دارای بیش از ۱۴۷ نقطه روستایی است که جمعیت آنها بیش از ۴۸ هزار نفر است. کهنه‌لاهیجان، پسوه، شین‌آباد، دربکه، جلدیان، زیوه، سروکانی، سیلوه و گزگسک پرجمعیت‌ترین روستاهای شهرستان پیرانشهر هستند. همچنین ۱۹ مورد از آبادی‌های این شهرستان خالی از سکنه هستند.
این شهرستان دارای ۴۱ پارچه آبادی زیر ۲۰ خانوار می‌باشد. همچنین این شهرستان دارای ۹۸ روستای بالای ۱۰۰ نفر، ۲۴ روستای بالای ۵۰۰ نفر و ۵ روستای بالای ۱۰۰۰ نفر جمعیت می‌باشد.
متوسط فاصله روستاها از مرکز شهرستان (شهر پیرانشهر) معمولاً بین ۱۰ تا ۳۰ کیلومتر است که دورترین روستا (روستای گرگول علیا) دارای فاصله ۴۷ کیلومتر و نزدیک‌ترین روستا (روستای کاسوره‌ده) دارای فاصله ۴٬۴ کیلومتر می‌باشد. همچنین روستاهای این شهرستان، به دلیل کوهستانی بودن منطقه که امکان پراکندگی زیاد را فراهم نمی‌کند، تا حد زیادی متمرکز و نزدیک به هم هستند. توزیع جمعیت در ناحیه پیرانشهر بر حسب دهستان‌های مختلف متفاوت است و این توزیع جمعیت بیشتر از میزان ارتفاعات، نزدیکی به رودخانه زاب و مسیر جاده‌های مواصلاتی به شهرهای نقده و سردشت تبعیت می‌کند.
اکثریت قریب به همگی ساکنان این شهرستان را مردمان ایرانی و مسلمانان اهل سنت تشکیل می‌دهند. مردم این شهرستان به زبان کُردی و لهجه موکریانی مکالمه می‌نمایند (زبان درون‌قومی) و علاوه بر زبان کُردی، در محافل رسمی و اداری، به زبان فارسی نیز تکلم می‌کنند (زبان بین‌قومی) و به علت مهاجرپذیری این شهرستان، زبان‌ها و لهجه‌های مختلف دیگر، به ویژه  تُرکی آذربایجانی کم و بیش در سطح شهرستان رواج دارد.
بر اساس آخرین آمار مستند از سرشماری عمومی نفوس و مسکن در سال ۱۳۹۵، شهرستان پیرانشهر با ضریب رشد ۳/۳۵ درصد، جمعیتی بالغ بر ۱۳۸ هزار و ۸۶۴ نفر را دارا بوده است و جمعیت نسبی آن ۶۳٫۳۴ نفر در هر کیلومتر مربع می‌باشد.

## وضعیت طبیعی

### ایستار گیتاشناختی

#### محدوده ریاضی
با توجه به نقشه جغرافیایی، شهرستان پیرانشهر حداقل در ۴۴ درجه و ۵۰ دقیقه طول شرقی، و حداکثر در ۴۵ درجه و ۳۲ دقیقه طول شرقی قرار دارد. همچنین در حداقل عرض شمالی بین ۳۶ درجه و ۲۴ دقیقه، و در حداکثر عرض شمالی ۳۶ درجه و ۵۷ دقیقه واقع شده است.

#### موقعیت سیاسی
شهرستان پیرانشهر دارای مرز خاکی با ۴ شهرستان مهاباد (شرقاً به طول ۷۸ کیلومتر)، نقده (از طرف شمال‌شرقی به طول ۴۶ کیلومتر)، اشنویه (از طرف شمالی به طول ۴۹ کیلومتر) و سردشت (جنوباً به طول ۹۱ کیلومتر) می‌باشد.
دهستان منگور غربی از جنوب‌شرق محدود می‌شود به دهستان گورک نعلین در شهرستان سردشت، از جنوب‌غرب و غرب به کشور عراق و از شرق به دهستان منگور شرقی در شهرستان مهاباد. از شمال‌غرب به دهستان پیران، از مرکزشمالی به دهستان لاهیجان و از شمال‌شرق به دهستان لاهیجان شرقی.
دهستان پیران از شرق محدود می‌شود به دهستان لاهیجان، از غرب به کشور عراق، از جنوب به دهستان منگور غربی و از شمال به دهستان لاهیجان غربی.
دهستان لاهیجان از غرب محدود است به دهستان پیران، از شرق به دهستان لاهیجان شرقی، از جنوب به دهستان منگور غربی و از شمال به دهستان لاهیجان غربی.
دهستان لاهیجان شرقی از شرق محدود است به دهستان منگور شرقی و نیز به دهستان مکریان شرقی در شهرستان مهاباد، از شمال‌غرب به دهستان بیگم‌قلعه در شهرستان نقده و از شمال به دهستان اشنویه جنوبی در شهرستان اشنویه.
دهستان لاهیجان غربی از جنوب‌شرق محدود است به دهستان لاهیجان، از جنوب به دهستان پیران و از شمال و شمال‌شرق به دهستان‌های هق و اشنویه جنوبی در شهرستان اشنویه.

### توپوگرافی
از نظر وضعیت ژئومورفولوژی، بخش زیادی از مساحت شهرستان پیرانشهر را واحد کوهستان دربرگرفته و اراضی هموار آن منطبق بر مناطق میانی شهرستان است. از نظر آب و هوایی نیز به دلیل قرار گرفتن در عرض جغرافیایی بالا، دارای زمستان‌های سرد و تابستانی معتدل است.
پستی و بلندی و توپوگرافی حاکم بر پیرانشهر به گونه‌ای است که در یک نمای کلی از سمت غرب به شرق تبعیت نموده و به صورت پلکانی از سطح ارتفاعات کاسته می‌شود. کمترین میزان ارتفاع در این شهرستان در حدود ۱۲۴۰ متر و بالاترین ارتفاع حدود ۳۶۲۰ متر از سطح آبهای آزاد است.
میانگین ارتفاع شهر پیرانشهر از سطح دریا حدود ۱۴۶۰ متر می‌باشد و سمت غرب و جنوب غربی شهر به علت وجود کوهستانهای مرتفع، ارتفاع قابل ملاحظه ای نسبت به شهر دارد. کوه‌های مرتفعی چون کوه خضرشرفان از سمت غرب و کوه سرگرده از سمت جنوب غربی این شهر را احاطه کرده‌اند و بدین علت است که حداکثر شیب موجود در شهر (۱۸ درصد به بالا) را می‌توان در اراضی غرب و جنوب غربی پیرانشهر بوضوح مشاهده نمود. هر چه به سمت شرق و شمال شرقی و جنوب شرقی متمایل می‌شویم از شیب اراضی کاسته می‌شود و اراضی در این مناطق کاملاً به صورت دشت در می‌آید. شیب کلی اراضی شهر از سمت شمال غربی به طرف جنوب شرقی است.

### اقلیم

#### آب و هوا
آب و هوای شهر در ناحیه شمالی؛ آب و هوای نسبتاً سرد و در نواحی جنوبی معتدل کوهستانی است و دارای فلات‌های مرتفع و خشک و دشت‌های حاصلخیز؛ است. پیرانشهر تحت دو عامل بارز خشکی تابستان و سرمای زمستان کوهستان‌ها قرار دارد. بخش وسیعی از شهر در شرایط آب و هوای کوهستانی سرد و مدیترانه‌ای با باران بهاره قرار دارد. آب و هوای پیرانشهر در تجزیه خاک، رویش گیاه، گسترش علف‌زار، شرایط مساعد توسعه دیم‌زار، مناطق و معیشت شبانی و گله‌داری و گسترش جنگل و باغ‌داری نقشی تعیین‌کننده دارد. میزان بارندگی در پیرانشهر از غرب به شرق کاهش می‌یابد. دلیل این امر وجود دیواره کوهستانی ناحیه است که از نفوذ جریان‌هایی که از غرب به فلات وارد می‌شود جلوگیری می‌کند.
پیرانشهر با توده‌های هوایی مدیترانه ای، اقیانوس اطلس، قاره ای حاره ای و سرد تحت تأثیر قرار دارد.

#### ویژگی‌های اقلیمی
- میانگین ارتفاع پیرانشهر از سطح دریا ۱۴۶۰ متر می‌باشد
- میانگین بارش سالانه ۶۷۰ میلی‌متر
- رطوبت حداکثر ۱۰۰ درصد حداقل ۱۰درصد میانگین ۵۵ درصد
- دما حداکثر ۴۱ حداقل منفی ۲۹ و میانگین ۱۳ درجه
- وزش باد حداکثر ۱۰۸ کیلومتر بر ساعت

مجموعه عوامل فوق باعث شده است تا پیرانشهر سرسبزی و زیبایی خاصی داشته باشد.

## زمین‌شناسی
شهرستان پیراشهر در زونِ سنندج-سیرجان و خوی–مهاباد واقع شده است و بخش‌هایی از زونِ اخیر، افیولیتی شمال باختری و زاگراس و زونِ زاگروس رورانده را شامل می‌شود. این شهرستان از پرتکاپوترین واحدهای زمین ساختی ایران است که باعث شده این زون از نظر فعالیت دگرگونی، بسیار فعال گردد.
قدیمی‌ترین رسوبات مربوط به دوران پرکامبرین بوده و شامل رسوباتی از نوع آمفیبولیت شیت، سنگ‌های با درجه حرارت کم تا متوسط. لازم است ذکر شود که رسوبات این دوران، بیشتر در نواحی شمالی (لاهیجان غربی - بخش لاجان) برونزد داشته و قابل رویت است.

### خاک‌شناسی
تنوع گروه‌های مختلف خاک در محدوده شهرستان پیرانشهر، کم بوده و فقط به سه گروه خاک محدود می‌شود و دلیل آن، گسترش سنگ‌های آهکی است. این نوع بسترکه معمولاً سنگ مادر آن از سنگ‌های آهکی تشکیل شده موجب گشته تا بیشتر اراضی شهرستان پیرانشهر از خاک لیتوسل آهکی پوشیده شود. حدود ۳۰ درصد از اراضی نیز در محدوده ناچیزی از شمال شهرستان را خاک رسوبی شور تشکیل می‌دهد.
گروه‌های مختلف خاک در محدوده شهرستان عبارتند از: ا- لیتسول آهکی ۲-خاک‌های رسوبی بافت ریز ۳-خاک‌های رسوبی شور.

### گسل پیرانشهر
با توجه به این که گسل پیرانشهر بخشی از کوهزاد زاگرس می‌باشد، از نظر نو زمین ساختی، زاگرس چین خورده، در اثر حرکت روبه شمال صفحه عربی و برخورد آن با صفحه ایران، در راستای شمال خاوری-جنوب باختری فشرده می‌شود. به همین دلیل، در حال حاضر زاگرس تحت تأثیر دگرشکلی ناشی از حرکات زمین ساختی حاصل از ادامه همگرایی پس از برخورد قاره‌ای عربستان قرار دارد. راندگی اصلی زاگرس از شمال بندرعباس تا ناحیه مریوان، در طول ۱۳۵۰ کیلومتر امتداد دارد. در ناحیه مریوان این گسل وارد خاک عراق می‌شود و سپس به ناحیه سردشت رسیده و از پیرانشهر وارد خاک ترکیه می‌شود. طول گسل پیرانشهر بالغ بر ۱۸۰ کیلومتر است.

## مراتع و جنگل

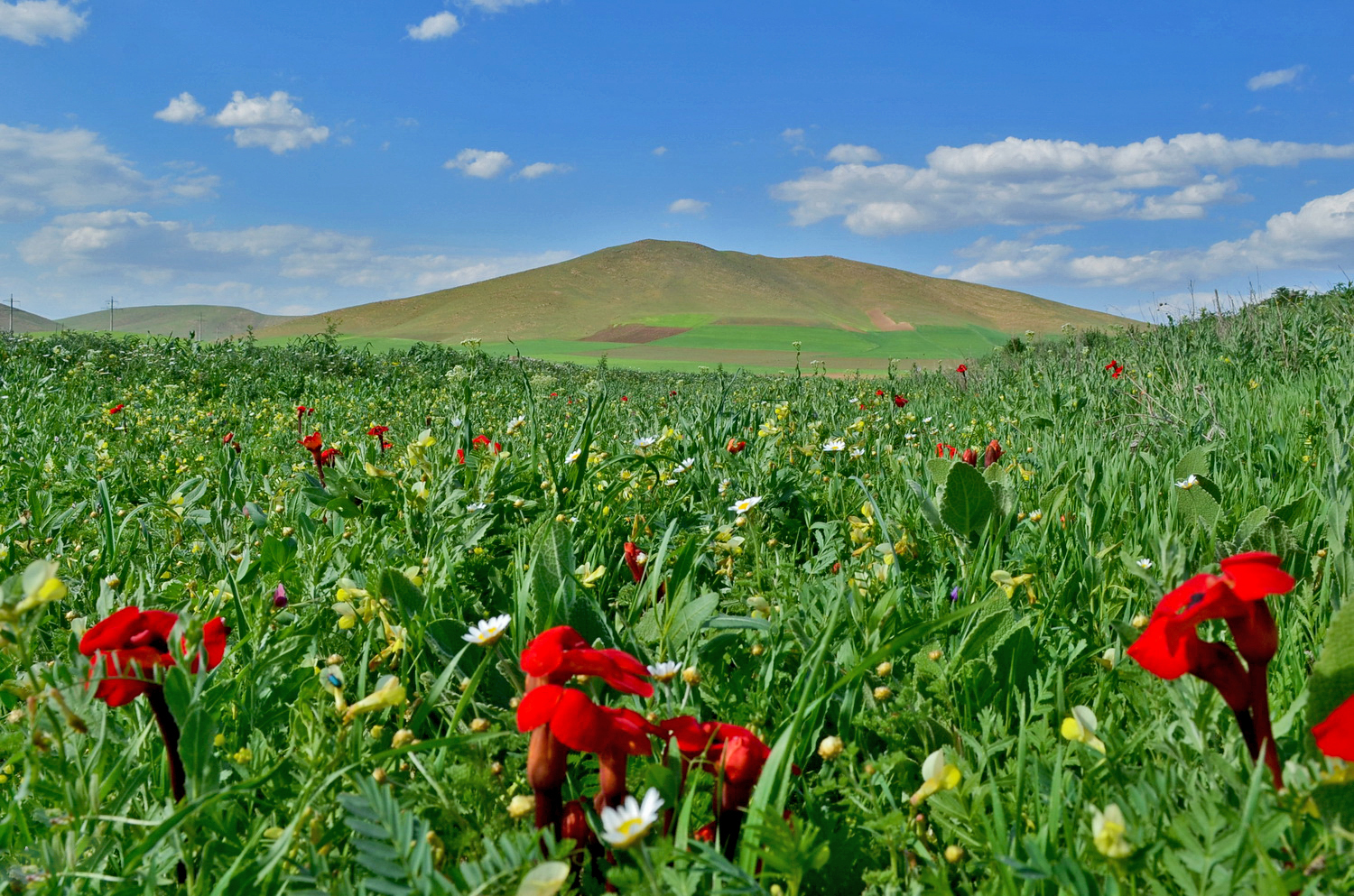
مناظر زیبای اطراف جلدیان

در سال ۱۳۹۸ مساحت جنگلها و مراتع شهرستان پیرانشهر بترتیب معادل ۷٫۵۰۰ و ۱۶۰٫۹۱۰ هکتار می‌باشد که نزدیک به ۷٬۴ و ۶ درصد کل مساحت جنگلها و مراتع استان را شامل می‌شود.
پوشش غالب شهرستان پیرانشهر مرتعی است، اما قسمتی از اراضی جنوبی که در قسمت جنوبی شهرستان با فاصله ۳۰ کیلومتری واقع گردیده است و بعنوان سرآغاز جنگل‌های زاگرس شناخته می‌شود. این شهرستان را جنگل‌های انبوهِ تُنک و مخروبه پوشانده است. شهرستان پیرانشهر دارای ۷۵۰۰ هکتار جنگل است که این میزان از وسعت ۵/۲۲۵۹ هکتاری شهرستان ۴۹/۲ درصد را جنگل تشکیل می هد. در این جنگلها گونه‌هایی از قبیل بلوط، بنه، زالزالک، افرا، بارانک، گلابی وحشی، سیب جنگلی، بادامک، زبان گنجشک، زرشک و نارون و … و گونه‌های درختچه ای از قبیل نسترن کوهی، دافنه، سماق، آلبالو وحشی و … بوده که گونه‌های غالب منطقه بلوط می‌باشد وجود دارد. ازسال ۱۳۴۲ تحت تصدی دولت درآمده تا سال ۱۳۷۵ مدیریت مدون و مداومی جهت حفظ واحیاء این جنگلها موجود نبود ودر این سال جهت مدیریت بهینه این جنگل‌ها طرح مدیریت منابع جنگلی برای ۴۵۱۹ هکتار به تصویب رسید و سرانجام از سال ۱۳۸۲ همگام با سایر مناطق جنگلی زاگرس طرح ملی صیانت به اجرا درآمده است. گونه‌های جنگلی در معرض تهدید و انقراض شامل محلب، بنه و نارون می‌باشد.

### گونه‌های جانوری
شهرستان پیرانشهر دارای اکو سیستم‌های نادر و وضعیت توپوگرافی خاص خود را دارا است. اما در سالهای اخیر به علت استفاده نادرست و مدیریت نا کارامد باعث تغییراتی در حیات وحش منطقه علی‌الخصوص پستانداران بزگ جثه شده است. از گونه‌های جانوری در معرض انقراض: کَل و بُز وحشی، لاک پشت مهمیزدار، خفاش، سیاه گوش، شاهین، هما، هامستر خاکستری، دلیجه کوچک، خرس قهوه ای به ندرت دیده می‌شوند. سمندر (کردستانی)، قوچ و میش از بین رفته‌اند.

#### پستاندارن
بانک بانک (سموره یا سنجاب) بُز کوهی، گُراز، خارپشت (جوزشک)، گورکن (چالو)، بوتیمار، فسوس (ده له ک)، روباه، خرگوش، گرگ، موش، موش خرمایی و خرس.

#### پرندگان
پرندگان در این شهرستان بیشتر خشک‌زی هسند گرچه پرندگان فصلی و گاه دایم، آبی هم مشاهده می‌شود.
انواع پرندگان از قبیل: قرقی (باشو)، بلبل، پرستو، هدهد، هوبره (چرگ، بوقلمون وحشی خاکستری)، گنجشک، لک لک، لاشخوره، سار، ره شیشه، دارکوب، ره ش به شه، ره وه وه، زورره، سیرله (گنجشک کاکل دار)، کرکس، غاز وحشی، زاغ سیاه، بوقلمون مرغ مکس خوار، قمری، جغد، که لک (دال بزرگ ماهی خوار) کبک، مرغ ماهی خوار، اردک وحشی و اهل، مراویلکه، میش خور.

#### آبزیان
وجود رودخانه‌ها و چشمه‌ها و در این اواخر ایجاد سدها در پیرانشهر باعث غنای موجودات آبزی در منطقه شده است. انواع آبزیان از قبیل پولک دار، پیسه ماسی، (ماهی زرد رنگ کوچک سبیل دار)، قاشه (نوعی ماهی سیاه و سفید یا زرد و سفید)، لوته (نوعی ماهی سبیل دار لب پایینی آن به سمت لب بالایی کشیده شده است)، سیاه ماهی، اره ماهی قزال آلای خالدار و سگاو.

## تاریخ و تمدن
یافته‌های باستان‌شناسان نشان می‌دهد که پیرانشهر، از جمله شهرستان‌هایی بوده که از زمان‌های قدیم تاکنون از اهمیت خاصی برخوردار بوده است، بنابراین با توجه به بافت و قدمت تاریخی می‌توان گفت که این شهرستان، از جنبه تاریخی و تمدنی از شهرستان‌های بسیار مهم استان آذربایجان غربی است.
عده‌ای از مورخین شکل‌گیری هستهٔ اولیهٔ شهر پیرانشهر را به دورهٔ ماد نسبت داده و معتقدند ناحیه‌ای که پیرانشهر در آن قرار گرفته، زیر نفوذ ماد آتروپاتن قرار داشته است و این شهر از جانب ایشان به عنوان مرکز و محل اسکان لشکر مورد استفاده قرار می‌گرفته است.
از سوی دیگر وجود شواهد و مدارکی همچون پیدایش نوعی سفال خاکستری رنگ که شاخص اقوام آریایی می‌باشد و وجود محوطه‌های تاریخی در تپه موت‌آباد، تپه جلدیان (در فواصل ۴، ۲۳ کیلومتری شهر فعلی) و تپه قدیمی متعلق به عصر ساسانیان در شرق شهر، انتخاب محل کنونی پیرانشهر را به عنوان نشستگاه اقوام آریایی در اواخر هزارهٔ دوم قبل از میلاد تأیید می‌نماید.

## ترکیب جمعیتی و ویژگی‌های چپیره‌شناختی

### تعداد سکنه
با توجه به سرشماری ۱۳۹۵ مرکز آمار ایران، پیرانشهر درمجموع ۱۳۸٬۸۶۴ نفر جمعیت دارد که از این تعداد، ۹۵٬۷۱۶ نفر یعنی ۶۹ درصد ساکن شهرها و ۴۳٬۱۴۸ نفر یعنی ۳۱ درصد در روستاها زندگی می‌کنند. همچنین از مجموع ۱۳۸٬۸۶۴ نفر، تعداد ۷۰٬۹۹۲ نفر (۵۱/۱۱٪) مرد و ۶۷٬۸۷۲ نفر (۴۸/۸۹٪) زن بوده‌اند. تازه‌ترین آمارها حکایت از آن دارند که جمعیت این شهرستان از ۱۵۰٬۰۰۰ نفر عبور کرده است.

### نرخ رشد جمعیت
شهرستان پیرانشهر ۴٬۲۵ درصد از جمعیت استان را در خود جای داده است. متوسط رشد سالانه جمعیت شهرستان طی دوره ۹۵–۱۳۹۰ حدود ۳٬۳۵ درصد بوده که بیشتر از متوسط رشد استان (۱٬۰۷ درصد) است. نرخ رشد جمعیت شهری و کل شهرستان رتبه اول را در میان شهرستان‌های استان دارد.

### بُعد خانوار
بر مبنای مردم‌شماری سال ۱۳۹۵، بُعد خانوار برای کل شهرستان ۶ نفر، برای نقاط شهری ۵٬۹ نفر و برای نقاط روستایی ۷٬۳ نفر بوده است.

### نسبت جنسیتی
در سال ۱۳۸۵، بیشترین نسبت جنسیتی برای شهرستانهای قصر شیرین، پیرانشهر و بیرجند به ترتیب ۱۳۱/۴، ۱۱۰/۷ و ۱۰۸/۴ بوده است.

### شهرنشینی
حدود ۶۹ درصد مردم معادل ۹۵٬۷۱۶ در شهرها زندگی می‌کنند (دو شهر پیرانشهر و لاجان) و حدود ۳۱ درصد معادل ۴۳٬۱۴۸ در روستاها ساکن می‌باشند. این خود بیانگر افزایش شهرنشینی در این شهرستان می‌باشد.

### نیروی انسانی
بر اساس نتـایج سرشماری عمومی نفوس و مسکن در سال ۱۳۹۵، شهرستان پیرانشهر حدود ۴۵٬۹۱۲ نفر جمعیت فعال داشته است که معادل ۴٬۲ درصد جمعیت فعال استان می‌باشد.
بر مبنای مردم‌شماری ۱۳۹۵، نرخ مشارکت اقتصادی در کل شهرستان، نقاط شهری و نقاط روستایی به ترتیب ۴۲٬۳ و ۴۱٬۷ و ۴۳٬۶ درصد بوده است.
بر مبنای همین مردم‌شماری، نرخ بیکاری در کل شهرستان، نقاط شهری و نقاط روستایی به ترتیب ۱۳ و ۱۴٬۳ و ۱۰٬۴ درصد بوده است.

### نرخ باسوادی
در سال ۱۳۹۵ میزان باسوادی شهرستان پیرانشهر در حدود ۷۶٬۸ درصد بوده است که میزان این شاخص در استان برابر با ۹۲٬۱ درصد و در کشور برابر ۸۷٬۶ درصد می‌باشد. همچنین نرخ باسوادی شهرستان به تفکیک زنان و مردان نیز به ترتیب ۶۸٬۱ درصد و ۸۵٬۱ درصد است.
نرخ باسوادی در کل شهرستان ۷۶٬۸ درصد و توزیع آن در شهر ۷۹٬۷ درصد و در روستاها ۷۰٬۴ درصد می‌باشد.

### آموزش مقدماتی
در سال تحصیلی ۹۹–۱۳۹۸ سهم شهرستان پیرانشهر از کل دانش آموزان استان (با ۳۰۳۴۴ نفر دانش آموز) برابر ۴٬۹۲ درصد و شاخص تراکم دانش آموز در کلاس دایر و نسبت دانش آموز به کادر آموزشی بترتیب برابر ۲۸٬۷ و ۲۵٬۷ نفر (متوسط استانی ۲۸٬۵ و ۲۲٬۱ نفر) می‌باشد.

### زبان
پیرانشهر، از منظر پارامترهای زبانی، مذهبی، نژادی و فرهنگی با سایر شهرهای جنوب استان آذربایجان غربی که در آن واقع شده و نیز با شهرهای استان کردستان دارای وجوه اشتراک می‌باشد.
زبان مورد گفت‌وگو در این شهر کردی سورانی می‌باشد و دقیقاً همان زبانی است که ساکنین استان اربیل و استان سلیمانیه در کردستان عراق و ساکنان کردستان ایران (اشنویه، مهاباد، سردشت و بوکان) با آن صحبت می‌کنند. لهجه پیرانشهر با لهجه شهرهای مهاباد و نقده تفاوت ناچیز دارد. لهجهٔ پیرانشهری با لهجهٔ شهرهای سنندج، سقز، بانه، مریوان، کامیاران، دیواندره، بیجار و قروه در حین وحدت ساختاری از نظر ذخیره واژگان و تلفظ به‌طور نمایان فرق دارد. گویش کردی مکریانی و لهجه پیرانشهری در همزیستی با زبان ترکی آذربایجانی به لحاظ واژگانی از آن تأثیر پذیرفته است؛ مثلاً استفاده از واژهٔ یاره‌ماسی به معنی سیب‌زمینی.
زبانهای فارسی و ترکی آذربایجانی نیز در برخی خانواده‌های پیرانشهر رایج هستند. پیرانشهری‌ها در اداره‌ها، مدارس و مکان‌های عمومی به زبان پارسی سخن می‌گویند و در مکالمه‌های روزمره و محلی به زبان کردی سورانی لهجه پیرانشهری صحبت می‌کنند. هم‌اینک استفاده از واژگان فارسی در مکالمات روزمره و تداول عامه مردم منطقه مرسوم شده است.
در مدارس و دانش‌گاه‌های این شهرستان، همانند دیگر مناطق اتنیکی کشور، در این شهرستان آموزش نصف نصف به صورت برابر به دو زبان صورت می‌پذیرد. نصف آموزش به زبان فارسی (متن کتاب) و نصف دیگر به زبان کردی (توضیح درس) صورت می‌گیرد.
با توجه به همسایگی این شهر با شهرستان نقده و مراودات زبانی-فرهنگی‌ای که بین کردها و ترک‌ها وجود داشته، عده‌ای کثیر از اهالی شهرستان نیز بلدند که به زبان ترکی آذربایجانی ارتباط برقرار کنند.
مردم ترک آذربایجانی در پیرانشهر امروزه از عناصر استحاله‌یافته در جمعیت شهر و شهرستان پیرانشهر محسوب می‌شوند. آنها امروزه زبان ترکی آذربایجانی را بر طاق نسیان نهاده، زبان کردی را به عنوان زبان اول پذیرفته و با داشتن آگاهی از اسلاف و افتخار ورزیدن به ریشهٔ آذربایجانی خود، به هویت اتنیکی-اجتماعی خود موجودیت می‌بخشند.

#### ویژگی دیالکتال
در لهجه پیرانشهری مضاف قبل از مضاف‌الیه است: صفت بعد از موصوف است. نشانهٔ مفعول بی‌واسطه برای مذکر و مؤنث فرق دارد.

### مذهب
در طول تاریخ مردم پیرانشهر پس از آنکه با شور تمام در برابر حملات سپاهیان اسلام مقاومت به خرج دادند با حفظ بسیاری از سنن به دین اسلام گرویدند.
از لحاظ دین و مذهب اکثریت ساکنان شهرستان پیرانشهر مسلمان و پیرو مذهب اهل سنت (شافعی) هستند و تقریباً در همه روستاها روحانیون مذهبی برای آموزش و انجام مناسک دینی حضور دارند. این شهرستان یکی از ۶ شهرستان به لحاظ مذهبی متجانس (اهل تسنن) در استان می‌باشد.

### همزیستی مسالمت‌آمیز
وجود فرهنگ کردی و ترکی در این شهر و همزیستی مسالمت آمیز از یک سو میان قوم کرد و ترک زبانان و از سوی دیگر میان شیعیان و سنیان با وجود تفاوت‌ها و رنگارنگی، پیرانشهر را به صورت؛ یک تابلوی زیبایی درآورده است که در عین تنوع، از یک نوع یکنواختی و وحدت چشمگیر و زیبا برخوردار است و به همین دلیل، همین تنوع سبب پویایی فرهنگی، سیاسی و اجتماعی شهر پیرانشهر شده است و پیرانشهر یک شهر مذهبی ست یعنی زنان و مردان اینجا از عمق دل به آیین و دین وارزش‌های معنوی؛ پایبندند و همین مشترکات، آنان را با همه تنوع وچندگانگی به صورت یک جامعه متحد، یکدل و هم سو درآورده است.

## آداب و رسوم

### عید فطر
عید فطر یا رمضان به مانند تمام مسلمانان در این شهرستان هم اجرا می‌شود. مردم در این شهرستان اکثریت برای صبح غذا و خوراک تهیه می‌کنند و بعد از نماز عید که قبل از سپیده دم خوانده می‌شود غذای را میل و به دید و بازدید فامیل و دوست و همسایه یا رنج دیده می‌روند.

### عید برات
در ۱۵ ماه شعبان است و طبق سنت قدیمی عده ای بر این باورند گه در این شب رزق و روزی سالانه برای انسانها مشخص می‌شود لذا مردم در این شب غذای لذیذ تهیه و دور هم می‌نشینند.

### مولودی‌خوانی
در ماه ربیع‌الاول مردم سنی‌نشین در شهرستان پیرانشهر و همجوار این سنت را اجرا می‌کنند و عده ای خود اقدام به برگزاری جشن می‌کنند و با دعوت از خویشان و دوستان اقدام نموده و برخی دیگر بصورت محله در شهرها و در روستاها بصورت عمومی در این جشن در مسجد شرکت می‌کنند و با تهیه غذا و و شیرنی و شربت سیره پیامبر (ص) را بازخوانی و نحوه رفتن به معراج را باز گو می‌کنند.

### مراسم اهل عرفان و دراویش
این مراسم در کنار سایر مناسک‌های اسلامی برنامه طریقتی خود را انجام می‌دهند که بیشتر برای تهذیب و پاکسازی روح صورت می‌گیرد. طریقت‌هایی چون نقشبندی- برهانی – زنبیل – غوث آباد از نمونه این طریقت‌ها هستند.
دراویش دارای موی سر بلند ریش تراشیده اما صوفی‌ها ریش بلند دارند. ذکر آنها همراه است با دف نوازی و شعر خوانی و همخوانی و نیز رقص که به آن جذبه می‌گویند.

### عید نوروز
عید نوروز و چهارشنبه سوری که این عید هم مثل تمام ایران و شهرهای همجوار با شیرینی و شربت و آتش روشن کرند و خریدن لباس نو همراه است، هر چند در این مراسمات از طرقه و مواد آتش‌زا هم استفاده می‌شود.

### لباس

#### لباس مردها
چوخه (کت مردانه)- رانک (شلوار مردانه)- پشتیند (شال کمر)- کلاش (کفش مردانه)-پاسته (جلیقه مردانه)- سرکلاو (کلاه مردانه) که به اختصار رانک و چوخه یا کوا پانتول نامیده می‌شود

#### لباس زنان
کوا (کت زنانه) پشتیند (شال کمر)- کراس (لباس بلند بالای زنانه)- قسری (بالا پوش زنانه)- قو چاغه یا قول چاغه (پیشبند زنانه زینتی یا برای آشپزی)- درپی (شلوار زنامه)-دستمال یا دسمال (شالی که روی شانه‌ها می‌اندازند و قسمت سینه و جلوی و کتف و پشت را می‌پوشاند)- کولوانه (ردای بلند زنانه در واقع نوعی شنل به رسم جهان امروزی).

## اقتصاد

### بازارچه‌های تجاری
این شهرستان نزدیکترین شهر به مرز عراق بوده و دارای مبادلات گسترده اقتصادی، فرهنگی و غیره با شمال عراق می‌باشد که این امر منجر به ایجاد بازارچه مرزی تمرچین و بازارچه کالاهای خارجی با پاساژهای بسیار در قلب بافت شهری شده است که در آن انواع و اقسام کالاهای خارجی از جمله لوازم خانگی، بهداشتی و صنعتی و … با قیمت و کیفیت مناسب به مصرف‌کنندگان عرضه می‌شود.

### کشاورزی
شهرستان پیرانشهر به علت کوهستانی بودن و وجود دشتها و مراتع وسیع یکی از قطبهای دامداری و کشاورزی استان محسوب می‌شود. لبنیات این شهر نیز بسیار مرغوب و مشهور است. محصولات کشاورزی این شهرستان عبارتند از: گندم، جو، نخود، چغندر قندو ذرت و محصولات باغی ان عبارتند از: سیب، زرد آلو و انگور سیاه.
در سال زراعی ۹۸–۱۳۹۷، سطح زیر کشت اراضی زراعی شهرستان پیرانشهر ۴۳٬۸ هزار هکتار بوده که از این مقدار ۲۴٬۷ هزار هکتار مربوط به اراضی زراعی آبی است. میزان تولید محصولات زراعی شهرستان ۵۰۶٬۶ هزار تن می‌باشد که از مهم‌ترین این محصولات می‌توان به چغندرقند، گندم و نخود اشاره کرد.

### باغداری
سطح زیر کشت محصولات باغی شهرستان پیرانشهر برابر ۳٬۴ هزار هکتار و میزان تولید در حدود ۴۸٬۱ هزار تن است که معادل ۳٬۲ درصد از تولیدات باغی استان می‌باشد.
سیب، میوه‌های هسته دار و گردو از مهم‌ترین تولیدات باغی این شهرستان محسوب می‌شود، بطوریکه بالغ بر ۳ درصد از تولید سیب و ۶٬۷ درصد گردوی استان، در این شهرستان تولید شده است.

### دامداری و طیور
پرورش و نگهداری دام در شهرستان پیرانشهر مانند سایر نقاط استان بیشتر به صورت سنتی و در روستاها انجام می‌شود.
بر اساس اطلاعات موجود، جمعیت دامی این شهرستان ۱۳۳٬۶ هزار راس می‌باشد که از این تعداد ۱۲۱٬۹ هزار راس گوسفند و بره، ۱۱۸ راس گاو اصیل، ۱٬۵ هزار راس گاو دو رگ، ۹٬۳ هزار راس گاو بومی و ۶۷۲ راس گاو میش می‌باشد که معادل ۳٬۳ درصد جمعیت دامی استان است.
مهم‌ترین تولیدات دامی شهرستان، تخم مرغ و گوشت مرغ می‌باشد و سهم تولید گوشت قرمز، گوشت مرغ، شیر و تخم مرغ به ترتیب معادل ۲٬۸، ۴٬۹، ۱ و ۱٬۵ درصد از تولیدت دامی استان است.

### شیلات
شهرستان پیرانشهر در سال ۱۳۹۸، فاقد مزرعه گرمابی و دارای ۶۵ مزرعه سرد آبی مهم و فعال بوده است. همچنین میزان تولید آبزی پروری شهرستان ۱۴۸۲ تن می‌باشد. مجتمع ۶۰۰ تنی بادین آباد بعنوان بزرگ‌ترین مجتمع پرورش ماهیان سردآبی استان در این شهرستان احداث شده است.
با توجه به وجود در یاچه‌های سدهای سیلوه و کانی سیب و نیز رودخانه‌های پرآب و دائمی، شهرستان دارای ظرفیت‌های مناسبی برای فعالیت‌های شیلاتی می‌باشد.

### پرورش زنبور عسل
در سال ۱۳۹۸ شهرستان پیرانشهر دارای ۵۳۴۵۱ کندوی زنبور عسل می‌باشد که سهم تولید عسل شهرستان ۲٬۴ درصد از تولیدات کل استان می‌باشد.

## صنعت و معدن
از نظر تعداد معادن تا پایان سال ۱۳۹۸ حدود ۱۳ معدن فعال در سطح شهرستان پیرانشهر وجود داشته که ۲٬۵ درصد از معادن استان را به خود اختصاص داده است.

## بهداشت و درمان
در سال ۱۳۹۸، ۱ باب بیمارستان با ۱۰۷ تخت فعال به همراه ۹ مرکز خدمات جامع سلامت (۲ مرکز شهری، ۵ مرکز روستایی و ۲ مرکز شهری روستایی) در شهرستان پیرانشهر دایر بوده است. سرانه تخت فعال در استان در سال مزبور برابر ۱٬۵ تخت به ازای هر ۱۰۰۰ نفر جمعیت بوده که این شاخص در شهرستان پیرانشهر برابر ۰٬۷ بوده است. همچنین از مجموع ۱۷۰۹ پزشک در استان، ۴۴ پزشک مربوط به این شهرستان می‌باشد که از این تعداد، ۱۷ پز شک عمومی، ۲۲ پزشک متخصص، ۳ دندانپزشک، ۱ داروساز و ۱ دکترای علوم آزمایشگاهی هستند. سرانه پزشک عمومی و متخصص و فوق تخصص به ترتیب برابر ۱٬۲ و ۱٬۵ به ازای هر ۱۰٫۰۰۰ نفر می‌باشد.

## فرهنگ و هنر
بر اساس اطلاعات سال ۱۳۹۸ از ۲۳ کانون پرورش فکری کودکان و نوجوانان با ۳۵ کتابخانه به ترتیب ۱ کانون با ۲ کتابخانه و از ۹۹ کتابخانه عمومی در استان ۳ کتابخانه در شهرستان پیرانشهر واقع شده است. سرانه فضای فرهنگی شهرستان حدود ۰٬۰۲۰ مترمربع می‌باشد که کمتر از میزان استانی (۰٬۰۲۸ مترمربع) است.

## ورزش
با توجه به وجود ۷۸۳ سالن ورزشی و ورزشگاه در استان در سال ۱۳۹۸، شهرستان پیرانشهر دارای ۲۳ سالن ورزشی و ورزشگاه با سرانه ۰٬۸۳ متر مربع به ازای هر نفر بوده است.

## حمل و نقل
طبق آمار سال ۱۳۹۸، سهم شهرستان پیرانشهر از کل راه‌های بین شهری و راه‌های روستایی استان، به ترتیب برابر ۳٬۸۶ و ۴٬۶۶ درصد و شاخص تراکم راه‌های بین شهری و راه‌های روستایی تا پایان سال ۱۳۹۸ معادل ۵ و ۱۷ کیلومتر در ۱۰۰ کیلومتر مربع (استان به ترتیب معادل ۷٬۶ و ۲۱٬۳ کیلومتر در ۱۰۰ کیلومتر مربع) می‌باشد.
همچنین شاخص تراکم راه آسفالته روستایی شهرستان معادل ۷٬۷ کیلومتر در ۱۰۰ کیلومتر مربع (استان معادل ۱۰٬۹ کیلومتر در ۱۰۰ کیلومتر مربع) می‌باشد.

## صنایع دستی و هنرهای سنتی
شهرستان پیرانشهر همچون سایر مناطق ایران تعدادی از رشته‌های صنایع دستی را در طول سالیان متمادی در دامن خود پرورده است و صنعتگران خوش ذوق و خلاق آن مصنوعات زیبایی به علاقه‌مندان هنر ایرانی عرضه کرده‌اند. در گذشته رشته‌های متعددی در این شهر رایج بوده‌اند که به مرور زمان و با توجه به دلایل مختلف از جمله پیدایش زندگی ماشینی و جایگزینی مصنوعات صنعتی، صنایع دستی در انزوا قرار گرفته است ولی هم‌اکنون نیز رشته‌هایی مانند نساجی سنتی، قالیبافی، گلیم بافی، گیوه دوزی، بافتنی‌های سنتی وصنایع چوبی در پیرانشهر رواج دارد.

## آلاینده‌های زیست‌محیطی
هرچند شهرستان پیرانشهر آب و هوای بسیار خوبی دارد اما هر از چند گاهی ورود ریز گردها از سمت عراق موجب آلودگی هوا در این شهرستان و چه بسا شهرهای همجوار می‌گردد. از طرفی دیگر احداث سدها می‌تواند بر اکو سیستم شهرستان تأثیر داشته باشد اما در کل آب و هوای لطیف و پاکی دارد.

## گردشگری
پیرانشهر دارای ۵ منطقه نمونه گردشگری شامل تفرجگاه پردانان، آبشار خرپاپ، کانی لوسه، سد کانی سیب، سد جلدیان، سدسیلوه، آبشار خرپاپ می‌باشد و همچنین ۳ روستای هدف گردشگری از آن جمله کهنه‌لاهیجان (کۆنه‌لاجان) و خورنج در شهرستان پیرانشهر به ثبت رسیده است.

### آبادی خورنج
روستای خورنج در پیرانشهر در فاصلهٔ ۲۰ کیلومتری شمال شرقی این شهر بر سر راه مهاباد نیز قرار دارد. این روستا در مجاورت منطقه ای قرار دارد که با سنگ‌های عظیم الجثه ای احاطه شده است و این سنگ‌ها به طرز شگفت‌انگیزی بر روی هم انباشته شده‌اند. در اطراف این روستا چندین تپهٔ باستانی با تاریخ قبل از اسلام و یک کتیبه و همچنین آثار یک دژ محکم کوهستانی شناسایی شده‌اند که حکایت از تاریخ کهن و پرفراز و نشیب این منطقه دارد. این سنگ‌ها بصورت تکه‌های حجیمی بر روی هم انباشت شده و منطقه گردشگری کندوان را در ذهن هر بیننده‌ای تداعی می‌کند.
سنگ‌های افسانه‌ای «خورنج» در سال ۱۳۹۹ در فهرست میراث طبیعی ملی کشور ثبت ملی شدند.

### آبادی دلاوان
دالاوان (دلاوان) آبادی‌ای است سرسبز و شاداب از آبادی‌های خوب ربع مسکون زمین است. خاکش خوب، آبش گوارا، هوایش سازگار، فضایش صاف و بی‌غبار، و ساکنانش علی‌العموم تندرست و نیکورویند.
شاعری دو بیت به کُردی دربارهٔ هوای دلاوان دارد بدین معنی: ای دلاوان آب روشن و گوارایت، هوای صاف و بی گردت، نسیم صبح‌گاهانت، بادهای ملایمت، هرگز فراموش نکنم.

### تفرجگاه پردانان
یکی از مناظر دلگیر و بسیار زیبای شهرستان پیرانشهر از حوزه گردگشری وجود جنگل‌های سرسبز پردانان می‌باشد، این جنگلها در ۲۷ کیلومتری جنوب پیرانشهر و بر سر راه جاده پیرانشهر به سردشت واقع گردیده است که جاری بودن رودخانه دایمی و خروشان پردانان که یکی از سرچشمه‌های اصلی رود زاب کوچک است بر زیبایی آن دوچندان افزوده است. این جنگلها که تا برفهای دایمی کوه‌های مرزی ایران و عراق امتداد دارند توجه هر طبیعت گردی را به سوی خود جلب می‌کند. این تفرجگاه از مهم‌ترین و جذابترین تفرجگاه‌های جنوب استان بوده و در فصول بهار و تابستان تا اواسط پاییز گردشگران زیادی در قالب تورهای گردشگری یا سفرهای خانوادگی از این تفرجگاه بصورت پیاده‌روی و شب مانی دیدن می‌کنند.

### آبشار خرپاپ
یکی دیگر از جاذبه‌های گردشگری پیرانشهر آبشار بسیار زیبای خرپاپ می‌باشد. کوه‌ها و جنگلها و دره‌ها و رودهای منطقه پیرانشهر دست در دست هم داده‌اند تا با به نقش کشیدن تابلوهایی زیبا و بی بدیل از طبیعت، تحسین هر بیننده ای را از این نقاش توانا برانگیزند. یکی از این مناظر زیبا و بی نظیر آبشار خروشان و پرآب خرپاپ است که در میان جنگلهای سر سبز پردانان و در انتهای این دره جاری می‌باشد. این تفرجگاه سالانه گردشگران بسیاری را از شهرهای دور و نزدیک در قالب تورهای گردشگری و طبیعت گردی و جنگل نوردی به این منطقه می‌کشاند.

### تفرجگاه آبخوارده
مقصد دیگر گردشگرانی که پیرانشهر را برای سفر انتخاب می‌کنند تفرجگاه بسیار زیبا و دلنشین آبخوارده می‌باشد. این تفرجگاه بر سر راه جاده پیرانشهر به سردشت و در نزدیکی روستای آبخورده و در مسیر رودخانه آبخورده واقع گردیده ودارای رودخانه و باغات سر سبز و پوشش گیاهی زیبا بوده.

### روستای هدف گردشگری کهنه لاهیجان
پیرانشهر بعلت برخورداری از روستاهای تاریخی و با سابقه می‌تواند جذابیت خاصی برای گردشگران باشد. این روستا در ۴ کیلومتری جنوبغربی شهر پیرانشهر و در دهانه دره حاجی ابراهیم واقع گردیده است. همجواری این روستا با مراتع زیبا و دره خوش آب و هوای حاجی ابراهیم و بهره‌مندی از رودخانه دایمی با آب زلال و چشمه‌های فراوان باعث جذب گردشگران بسیاری در فصول بهار و تابستان می‌شود.

### سدهای کانی سیب، جلدیان و پسوه
سد کانی سیب پیرانشهر هم از مناطق پنجگانه شهرستان است که در ردیف مناطق نمونه گردشگری مصوب شده است. این سد با هدف انتقال آبهای جاری حوزه زاب به دریاچه ارومیه احداث شده.
یکی دیگر از سدهای منطقه پیرانشهر سد جلدیان هست این سد از سدهای تازه احداث منطقه می‌باشد که در یک کیلومتری غرب روستای جلدیان واقع گردیده است و در فصول بهار و تابستان پذیرای گردشگران بومی و محلی است. این سد در ردیف مناطق نمونه گردشگری شهرستان به ثبت رسیده است. این سد در محل پیشین روستای سیلوه در ۴ کیلومتری شهر پیرانشهر واقع شده است.

## آثار تاریخی

### قلات شاه، متعلق به دوره مادها
آثار برجای مانده از دژهای صخره‌ای، دیرینگی این منطقه را به هزاره ۲ق‌م می‌رساند. برسی بقایای دژ مسکونی قلات شاه که بر فراز کوه لندی شیخان، یکی از بلندی‌های شهرستان پیرانشهر واقع شده است، آشکار می‌سازد که نخستین سنگ بنای این دژ عظیم و شگفت‌آور در اوایل هزاره نخست ق‌م به وسیله اقوام محلی پایه‌گذاری شده است.

## ویژگی‌های سیاسی و اداری
تقسیمات کشوری این شهرستان، بنابرآنچه در نتایج آمارگیری سرشماری سال ۱۳۸۵ کل کشور آمده است، بر حسب بخش، شهر، دهستان و روستا به شرح زیر است:

### بخش‌ها
- بخش مرکزی
- بخش لاجان

### شهرها
- شهر پیرانشهر
- شهر لاجان

### دهستان‌ها
دهستان‌های بخش مرکزی
- دهستان پیران
- دهستان منگور غربی
- دهستان لاهیجان

دهستان‌های بخش لاجان
- دهستان لاهیجان شرقی
- دهستان لاهیجان غربی

### بزرگ‌ترین روستاها
| رتبه | جمعیت | نام مکان     |
| ---- | ----- | ------------ |
| ۱    | ۲۹۷۷  | پسوه         |
| ۲    | ۲۹۰۸  | شین‌آباد      |
| ۳    | ۱۴۹۳  | دربکه        |
| ۴    | ۱۴۴۶  | جلدیان       |
| ۶    | ۱۲۸۱  | زیوه         |
| ۷    | ۱۲۵۰  | سروکانی      |
| ۸    | ۹۵۷   | کهنه لاهیجان |
| ۹    | ۹۱۹   | سیلوه        |
| ۱۰   | ۹۱۵   | گزگسک        |